# Antas de Chão Redondo
Les Antas de Chão Redondo (« Dolmens du Sol bombé ») sont des dolmens situés dans la paroisse de Talhadas, sur le territoire de la municipalité de Sever do Vouga (district d'Aveiro, Portugal),. 
Le mot anta est l'équivalent portugais d'« ante » (pilier terminal d'un temple grec ou romain), mais il est aussi employé pour désigner les pierres d'un dolmen ou le dolmen lui-même. Environ 5 000 structures mégalithiques de ce type ont été construites au Néolithique dans l'ouest de la péninsule Ibérique par les successeurs de la culture de la céramique cardiale ou Cardial.
Ce dolmen est le plus connu des différents monuments mégalithiques de la région. Il a été classé bien d'intérêt public (Catégorie IIP) monument national en 2002 .

## Description

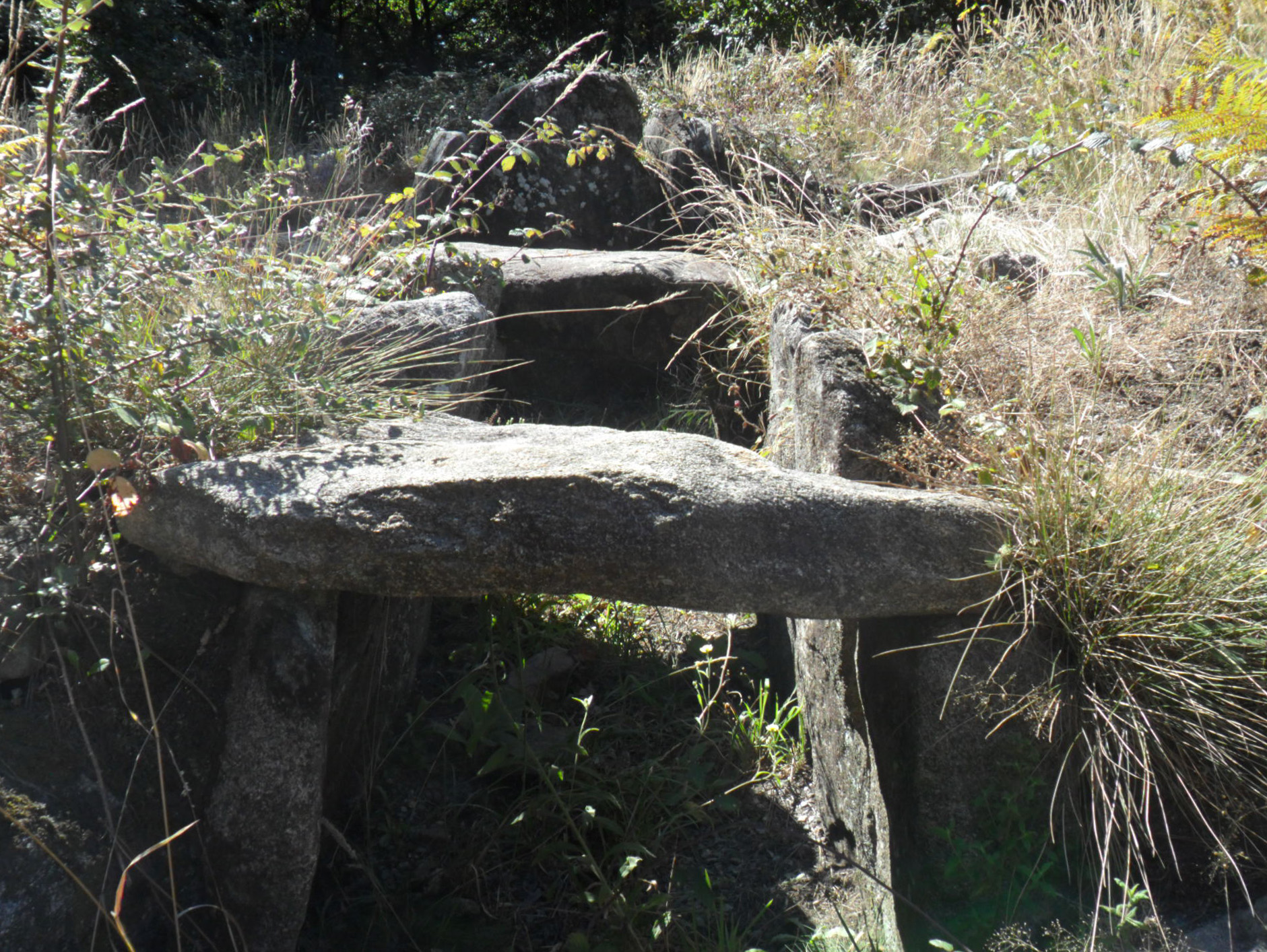

C'est une nécropole constituée de deux dolmens construit pendante la période néolithique dans cette région. Construits au cours du Néolithique final et réutilisé au Chalcolithique, ils s'inscrivent morphologiquement dans l'un des trois types de tombes sous tumulus ou tertre. Ce sont des dolmens à chambre subtrapézoïdale ou polygonale, avec une allée couverte.
Le dolmen I, très détruit contient encore quelques orthostates (un pilier de la chambre funéraire et des piliers de couloir), sous un tumulus encore bien conservé. 
Le dolmen II est constitué d'une chambre funéraire allongée de plan trapézoïdal, dont seuls trois orthostates d'origine subsistent in situ. Le couloir d'accès, de plus de 2 m, est fait de quatre orthostates de chaque côté. Il contient des gravures rupestres sur quelques pierres de la chambre funéraire, essentiellement à des lignes ondulantes et zigzagantes, ainsi qu'à des cercles, des losanges et des tirets diagonaux. Son tumulus d'origine mesurait une quinzaine de mètres de diamètre et près de deux mètres de hauteurs, a été partiellement détruit.